# Теректи (Каркаралінський район)
Теректи́ (каз. Теректі) — село у складі Каркаралінського району Карагандинської області Казахстану. Адміністративний центр Шариктинського сільського округу.
Населення — 685 осіб (2021; 639 у 2009, 1231 у 1999, 1151 у 1989).
Національний склад станом на 1989 рік:
- казахи — 100 %.

У радянські часи село називалось також Теректі.